# Valentín Roma Serrano
Valentín Roma Serrano   (Ripollet, 1970) és escriptor, historiador de l'art i comissari d'exposicions.

## Obra
- Rostros. Cáceres: Ed. Periférica, 2011. Assaig.
- El enfermero de Lenin. Cáceres: Ed. Periférica, 2017. Novel·la.
- Retrato del futbolista adolescente. Cáceres: Ed. Periférica, 2019. Novel·la.[3]
- El capitalista simbólico. Cáceres: Ed. Periférica, 2022. Novel·la.